# Narbonne Volley 2015-2016
Questa voce raccoglie le informazioni riguardanti il Narbonne Volley nelle competizioni ufficiali della stagione 2015-2016.

## Organigramma societario
Area direttiva
- Presidente: Jérémie Ribourel
- Vicepresidente: Bernard Kohler
- Segreteria generale: Jean-Pierre Tosi, Robert Escourou
- Amministrazione: Nicolas Arquie

Area organizzativa
- Team manager: Michel Mandrou
- Tesoriere: Philippe Chargy, Isabelle Kohler

Area tecnica
- Allenatore: Andrea Radici
- Allenatore in seconda: Tristan Martin
- Responsabile settore giovanile: Tristan Martin

Area marketing
- Responsabile marketing: Jérome Bellon

## Rosa
| N° | Nome                    | Ruolo | Data di nascita   | Nazionalità sportiva |
| -- | ----------------------- | ----- | ----------------- | -------------------- |
| 2  | Youssef Sifi            | L     | 8 febbraio 1995   | Marocco              |
| 3  | Vaianuu Mare            | S     | 27 gennaio 1994   | Francia              |
| 6  | Thomas Nevot            | P     | 30 aprile 1995    | Francia              |
| 8  | Kōnstantinos Prousalīs  | P     | 6 ottobre 1980    | Grecia               |
| 9  | Raphaël Mrozek          | S     | 19 ottobre 1987   | Francia              |
| 10 | Gaël Tranchot           | C     | 14 aprile 1994    | Francia              |
| 11 | Benjamin Bernard        | S     | 2 marzo 1997      | Francia              |
| 12 | Francesc Llenas         | L     | 13 settembre 1982 | Spagna               |
| 13 | Jhon Wendt              | S/O   | 15 gennaio 1994   | Francia              |
| 14 | Miquel Ángel Fornés     | C     | 6 settembre 1993  | Spagna               |
| 15 | Andreas Fragkos         | S     | 21 dicembre 1989  | Grecia               |
| 16 | José Trefle             | C     | 16 gennaio 1980   | Francia              |
| 17 | Athanasios Prōtopsaltīs | S     | 12 settembre 1993 | Grecia               |